# Pływanie na Letnich Igrzyskach Olimpijskich 2024 – 400 m stylem dowolnym kobiet
400 m stylem dowolnym kobiet – konkurencja pływacka, która odbyła się podczas Letnich Igrzysk Olimpijskich 2024 w Paryżu. Eliminacje i finał zostały rozegrane 27 lipca 2024.
Australijka Ariarne Titmus jako pierwsza zawodniczka od 1928 roku obroniła tytuł mistrzyni olimpijskiej w tej konkurencji. Srebrny medal zdobyła Kanadyjka Summer McIntosh, a brąz Amerykanka Katie Ledecky.

## Terminarz
| Data          | Godzina rozpoczęcia (CET) | Runda      |
| ------------- | ------------------------- | ---------- |
| 27 lipca 2024 | 11:12                     | Eliminacje |
| 27 lipca 2024 | 20:52                     | Finał      |

## Rekordy
Rekord świata i rekord olimpijski przed rozpoczęciem zawodów:
| Rekord            | Zawodniczka    | Czas    | Miejsce        | Data            |
| ----------------- | -------------- | ------- | -------------- | --------------- |
| Rekord świata     | Ariarne Titmus | 3:55,38 | Fukuoka        | 23 lipca 2023   |
| Rekord olimpijski | Katie Ledecky  | 3:56,46 | Rio de Janeiro | 7 sierpnia 2016 |

## Wyniki

### Eliminacje
| Miejsce | Wyścig | Tor | Zawodniczka              | Reprezentacja                        | Czas    | Uwagi |
| ------- | ------ | --- | ------------------------ | ------------------------------------ | ------- | ----- |
| 1.      | 3      | 5   | Katie Ledecky            | Stany Zjednoczone                    | 4:02,19 | Q     |
| 2.      | 3      | 4   | Ariarne Titmus           | Australia                            | 4:02,46 | Q     |
| 3.      | 2      | 5   | Erika Fairweather        | Nowa Zelandia                        | 4:02,55 | Q     |
| 4.      | 2      | 4   | Summer McIntosh          | Kanada                               | 4:02,65 | Q     |
| 5.      | 2      | 2   | Jamie Perkins            | Australia                            | 4:03,30 | Q     |
| 6.      | 2      | 3   | Paige Madden             | Stany Zjednoczone                    | 4:03,34 | Q     |
| 7.      | 2      | 6   | Maria Fernanda Costa     | Brazylia                             | 4:03,47 | Q     |
| 8.      | 3      | 6   | Isabel Marie Gose        | Niemcy                               | 4:03,83 | Q     |
| 9.      | 3      | 3   | Li Bingjie               | Chiny                                | 4:03,96 |       |
| 10.     | 3      | 7   | Liu Yaxin                | Chiny                                | 4:04,39 |       |
| 11.     | 3      | 1   | Waka Kobori              | Japonia                              | 4:08,02 |       |
| 12.     | 2      | 1   | Valentine Dumont         | Belgia                               | 4:08,25 |       |
| 13.     | 3      | 8   | Ajna Késely              | Węgry                                | 4:08,90 |       |
| 14.     | 1      | 4   | Leonie Märtens           | Niemcy                               | 4:09,62 |       |
| 15.     | 2      | 8   | Anastasija Kirpicznikowa | Francja                              | 4:10,32 |       |
| 16.     | 3      | 2   | Gabrielle Roncatto       | Brazylia                             | 4:10,46 |       |
| 17.     | 2      | 7   | Eve Thomas               | Nowa Zelandia                        | 4:11,86 |       |
| 18.     | 1      | 5   | Agostina Hein            | Argentyna                            | 4:14,24 |       |
| 19.     | 1      | 6   | Anastasija Zelinska      | Uzbekistan                           | 4:31,71 |       |
| 20.     | 1      | 2   | Natalia Jean Kuipers     | Wyspy Dziewicze Stanów Zjednoczonych | 4:33,46 |       |
| 21.     | 1      | 3   | Karin Belbeisi           | Jordania                             | 4:37,30 |       |

### Finał
| Miejsce | Tor | Zawodniczka          | Reprezentacja     | Czas    | Uwagi |
| ------- | --- | -------------------- | ----------------- | ------- | ----- |
| 1 !     | 5   | Ariarne Titmus       | Australia         | 3:57,49 |       |
| 2 !     | 6   | Summer McIntosh      | Kanada            | 3:58,37 |       |
| 3 !     | 4   | Katie Ledecky        | Stany Zjednoczone | 4:00,86 |       |
| 4.      | 3   | Erika Fairweather    | Nowa Zelandia     | 4:01,12 |       |
| 5.      | 8   | Isabel Marie Gose    | Niemcy            | 4:02,14 | NR    |
| 6.      | 7   | Paige Madden         | Stany Zjednoczone | 4:02,26 |       |
| 7.      | 1   | Maria Fernanda Costa | Brazylia          | 4:03,53 |       |
| 8.      | 2   | Jamie Perkins        | Australia         | 4:04,96 |       |